# Metarranthis refractaria
Metarranthis refractaria là một loài bướm đêm trong họ Geometridae.